# Perfil falso
Perfil falso es una serie de televisión web colombiana de redes sociales, acción, suspenso, drama y romance, creada por Pablo Illanes y producida por TIS Productions para Netflix.
Está protagonizada por Carolina Miranda y Rodolfo Salas, junto a un extenso reparto coral. La serie se estrenó el 31 de mayo de 2023. El 13 de junio de 2023 Netflix renovó la serie para una segunda temporada, la cual se estrenó el 8 de enero de 2025.

## Sinopsis
Camila conoce a su príncipe azul a través de una aplicación de citas. Tras un idílico romance, planea darle una sorpresa, pero termina atrapada en un paraíso de mentiras.

## Reparto

### Elenco Principal
- Carolina Miranda como Camila Román
- Rodolfo Salas como Miguel Estévez / Fernando Castell
- Manuela González como Ángela Ferrer Barragán
- Víctor Mallarino como Pedro Ferrer (temporada 1)
- Mauricio Henao como Adrián Ferrer Barragán (temporada 1)
- Lincoln Palomeque como Juan David Meneses
- Felipe Londoño como Cristóbal Balboa Barragán (temporada 1, invitado: temporada 2)
- Juliana Galvis como Tina Salazar Romero
- Julián Cañeque Cerati como Inti Valderrama
- Iván Amozurrutia como Vicente González (temporada 1)
- Juanse Diez como Lucas Estévez Ferrer
- María Paula Veloza como Eva Estévez Ferrer
- Alejandra Borrero Detective Indira Martínez (temporada 2)
- Marcela Carvajal como Laura Moncada (temporada 2)
- Emmanuel Esparza Dr. Joaquín Duval (temporada 2)
- Lidia San José como Vannessa del Río (temporada 2)
- Ángel De Miguel como Santiago del Río (temporada 2)
- Claudio De La Torre como Emanuel Bruna (temporada 2)
- David Palacio como Matteo Gastaldi Vera / Alonso Diaz (temporada 2)
- Daniela Sarria como Erica (temporada 2; recurrente temporada 1)

### Elenco Recurrente
- Carmenza Gómez como Hortensia Meneses
- Alejandra Villafañe / Eliana Diosa como Ximena Santos (temporada 1)
- María Luisa Flores como Sofía Santa Cruz (temporada 1)
- Juan Pablo Posada  como Luigi (temporada 1)
- Nicole Santamaria como Milenka (temporada 1)
- Leonardo Acosta como Detective Cárdenas (temporada 1)
- Fernando Velázquez como Luis Manrique (temporada 1)
- Rafael Novoa como Jesús Franco (temporada 2)
- Norma Nivia como Andrea de Franco (temporada 2)
- Matías Maldonado como Detective Sergio Lobos (temporada 2)
- Laura Junco como Gloria (temporada 2)
- Lucho Velasco como Walter Balboa (temporada 2)
- Marisol Correa Vega como Silvina (temporada 2)
- Emiliano Pernía como Esteban (temporada 2)
- Mario Espitia (temporada 2)

## Episodios
| Temporada | Temporada | Episodios | Episodios | Lanzamiento original | Lanzamiento original |
| --------- | --------- | --------- | --------- | -------------------- | -------------------- |
|           | 1         | 10        | 10        | 31 de mayo de 2023   | 31 de mayo de 2023   |
|           | 2         | 10        | 10        | 8 de enero de 2025   | 8 de enero de 2025   |